# 24671 Frankmartin
24671 Frankmartin este un asteroid din centura principală de asteroizi.

## Descriere
24671 Frankmartin este un asteroid din centura principală de asteroizi. A fost descoperit pe 10 ianuarie 1989 la Tautenburg de Freimut Börngen. Asteroidul prezintă o orbită caracterizată de o semiaxă mare de 3,00 ua, o excentricitate de 0,12 și o înclinație de 11,0° în raport cu ecliptica.